# Озд
Озд (на унгарски: Ózd) е град в Унгария. Населението му е 32 564 жители (по приблизителна оценка за януари 2018 г.), а площта 91,56 кв. км. Намира се в часова зона UTC+1.
Пощенският му код е 3600, а телефонния 48.